# Ochotonia lindneri
Ochotonia lindneri är en tvåvingeart som beskrevs av Grunin 1968. Ochotonia lindneri ingår i släktet Ochotonia och familjen styngflugor. Inga underarter finns listade i Catalogue of Life.